# Michelangelo Faggioli
Michelangelo Faggioli (Napoli, 1666 – 1733) è stato un compositore italiano.
Fu autore dell'opera buffa La Cilla, capostipite di un nuovo genere di commedie del teatro napoletano.

## Biografia
Uomo di legge presso i tribunali civili ed ecclesiastici, Faggioli è noto per le sue composizioni. La sua La Cilla, rappresentata per la prima volta nel 1706 presso il palazzo di Fabrizio Carafa è considerata la prima opera buffa in napoletano.

## Opere[1]
- La Cilla, 1706
- Oratorio (titolo sconosciuto), 1709
- Didone abbandonata da Enea